# Chionomesa
Chionomesa  (amazilia's) is een geslacht van vogels uit de familie kolibries (Trochilidae) en de geslachtengroep Trochilini (briljantkolibries). Er zijn twee soorten:
- Chionomesa fimbriata  – Franje-amazilia
- Chionomesa lactea  – Saffieramazilia